# Atletismo nos Jogos Olímpicos de Verão de 2012 - 10000 m feminino

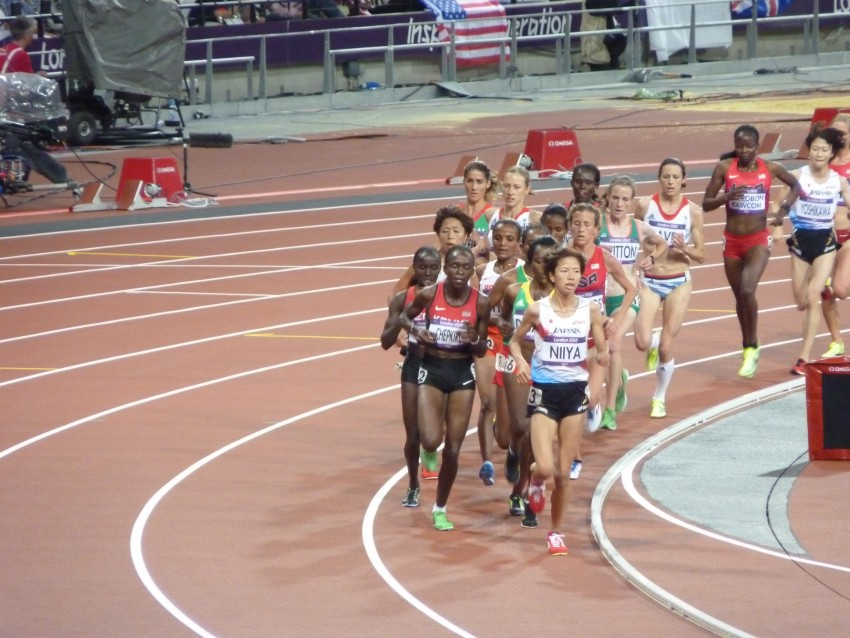
Competidoras durante a disputa da prova.

A competição dos 10000 metros feminino nos Jogos Olímpicos de Verão de 2012 aconteceu no dia 3 de agosto no Estádio Olímpico de Londres.
Tirunesh Dibaba, da Etiópia, conquistou o bicampeonato olímpico da prova com o tempo de 30m20s75.

## Calendário
Horário local (UTC+1).
| Data        | Horário | Fase  |
| ----------- | ------- | ----- |
| 3 de agosto | 21:25   | Final |

## Medalhistas
| Ouro   | ETH Tirunesh Dibaba  |
| Prata  | KEN Sally Kipyego    |
| Bronze | KEN Vivian Cheruiyot |

## Recordes
Antes desta competição, os recordes mundiais e olímpicos da prova eram os seguintes:
| Tipo | Atleta          | Tempo    | Local  | Data                  |
| ---- | --------------- | -------- | ------ | --------------------- |
|      | Wang Junxia     | 29:31.78 | Pequim | 8 de setembro de 1993 |
|      | Tirunesh Dibaba | 29:54.66 | Pequim | 15 de agosto de 2008  |

## Final
| Pos.              | Nome                     | CON                | Tempo    | Notas                |
| ----------------- | ------------------------ | ------------------ | -------- | -------------------- |
| Medalha de ouro   | Tirunesh Dibaba          | ETH Etiópia        | 30:20.75 | Recorde da temporada |
| Medalha de prata  | Sally Kipyego            | KEN Quênia         | 30:26.37 | Recorde pessoal      |
| Medalha de bronze | Vivian Cheruiyot         | KEN Quênia         | 30:30.44 | Recorde pessoal      |
| 4                 | Werknesh Kidane          | ETH Etiópia        | 30:39.38 | Recorde da temporada |
| 5                 | Beleynesh Oljira         | ETH Etiópia        | 30:45.56 |                      |
| 6                 | Shitaye Eshete           | BRN Bahrein        | 30:47.25 | Recorde nacional     |
| 7                 | Joanne Pavey             | GBR Grã-Bretanha   | 30:53.20 | Recorde pessoal      |
| 8                 | Julia Bleasdale          | GBR Grã-Bretanha   | 30:55.63 | Recorde pessoal      |
| 9                 | Hitomi Niiya             | JPN Japão          | 30:59.19 | Recorde pessoal      |
| 10                | Kayoko Fukushi           | JPN Japão          | 31:10.35 | Recorde da temporada |
| 11                | Amy Hastings             | USA Estados Unidos | 31:10.69 | Recorde pessoal      |
| 12                | Janet Cherobon-Bawcom    | USA Estados Unidos | 31:12.68 | Recorde pessoal      |
| 13                | Lisa Uhl                 | USA Estados Unidos | 31:12.80 | Recorde pessoal      |
| 14                | Sara Moreira             | POR Portugal       | 31:16.44 | Recorde pessoal      |
| 15                | Fionnuala Britton        | IRL Irlanda        | 31:46.71 |                      |
| 16                | Mika Yoshikawa           | JPN Japão          | 31:47.67 |                      |
| 17                | Sabrina Mockenhaupt      | GER Alemanha       | 31:50.35 |                      |
| 18                | Nadia Ejjafini           | ITA Itália         | 31:57.03 |                      |
| 19                | Elizaveta Grechishnikova | RUS Rússia         | 32:11.32 |                      |
| 20                | Olha Skrypak             | UKR Ucrânia        | 32:14.59 |                      |
| 21                | Eloise Wellings          | AUS Austrália      | 32:25.43 |                      |
| 22                | Joyce Chepkirui          | KEN Quênia         | DNF      |                      |

Legenda
| Recorde mundial      | Recorde mundial (World record)               |                       | Recorde africano                      | Recorde africano (African) |                                           | Q | Classificado por posição (Qualified) |
| Recorde olímpico     | Recorde olímpico (Olympic record)            | Recorde da América    | Recorde da América (Americas)         | q                          | Classificado por melhor tempo (Qualified) |   |                                      |
| Melhor marca do ano  | Melhor marca do ano (World leading)          | Recorde asiático      | Recorde asiático (Asian)              | DNS                        | Não largou (Did not start)                |   |                                      |
| Recorde nacional     | Recorde nacional (National record)           | Recorde europeu       | Recorde europeu (European)            | DNF                        | Não terminou (Did not finish)             |   |                                      |
| Recorde pessoal      | Recorde pessoal do atleta (Personal best)    | Recorde da Oceania    | Recorde da Oceania (Oceania)          | DSQ / DQ                   | Desclassificado (Disqualified)            |   |                                      |
| Recorde da temporada | Recorde da temporada do atleta (Season best) | Recorde sul-americano | Recorde sul-americano (South America) | NM                         | Sem marca (No mark)                       |   |                                      |